# Pidlisne, Nova Odesa
Pidlisne (în ucraineană Підлісне, în română Mărculeasa) este localitatea de reședință a comunei Pidlisne din raionul Nova Odesa, regiunea Mîkolaiiv, Ucraina.

## Demografie
Componența lingvistică a localității Pidlisne
     Ucraineană (88,88%)
     Rusă (4,84%)
     Română (4,22%)
     Alte limbi (0,92%)
Conform recensământului din 2001, majoritatea populației localității Pidlisne era vorbitoare de ucraineană (88,88%), existând în minoritate și vorbitori de rusă (4,84%) și română (4,22%).